# Wilma!
"Wilma!" är en låt från 1962 skriven och framförd på singel av Owe Thörnqvist. Det amerikanska bolaget bakom serien Familjen Flinta, Hanna-Barbera, började först hota med stämning för att han använt sig av Fred Flintas uttryck "Yabba dabba doo". Konflikten löstes emellertid och låten kom i stället att ingå i TV-serien.
Stenåldersvalsen framfördes i Familjen Flinta i avsnittet "Swedish Visitors" från 1963.